# Klaus Scherer (Journalist)
Klaus Scherer (* 10. April 1961 in Thaleischweiler-Fröschen) ist ein deutscher Fernsehjournalist, Buchautor und Dokumentarfilmer.

## Leben und Wirken
Nach seinem Studium an der Johannes Gutenberg-Universität Mainz (Soziologie, Geografie und Publizistik) volontierte er beim Sender Freies Berlin und arbeitete dort als Inlandskorrespondent für ARD-aktuell. 1995 wechselte er zum NDR-Politmagazin Panorama nach Hamburg. Vier Jahre später wurde er ARD-Fernost-Auslandskorrespondent und Studioleiter in Tokio. Von 2004 an produzierte er von Hamburg aus Dokumentationen und Reisereportagen. Von 2007 bis 2012 war er ARD-Korrespondent in Washington. Zum 1. Juli 2012 kehrte er als Reise- und Sonderreporter nach Hamburg zurück.
Scherer ist verheiratet und hat drei Kinder.

## Werke

### Dokumentarfilme und Reportagen
- 1995: Zwischen Angst und Abschied: Altenselbstmord in Deutschland (ARD)
- 2000: Kamikaze: Todesbefehl für Japans Jugend (ARD)
- 2001: Von Rurutu nach Upolu: Mit Südsee-Piloten auf Inselkurs (ARD)
- 2002: Vulkane, Pop und Wachsoldaten: Unterwegs in Japan und Korea (ARD)
- 2004: Tagebuch aus Nordkorea: Zwischen Führerkult und Fremdenangst (ARD)
- 2005: Wir mussten ja weiterleben. Ein Jahr mit den Tsunami-Opfern (ARD)
- 2005: Auf der Datumsgrenze durch die Südsee: Mit Klaus Scherer auf Inselkurs (ARD)
- 2006: Auf dem Polarkreis unterwegs: Mit Klaus Scherer durch Alaska, Kanada und Grönland (ARD)
- 2007: Von Sibirien nach Japan: Mit Klaus Scherer durch ein vergessenes Paradies (ARD)
- 2008: Alltag einer Supermacht: Eine Reise durch Amerika (ARD)
- 2009: Im Bann des Yukon: Mit Hundeschlitten-Führern durch Alaska (ARD)
- 2011: Angriff aus dem Internet: Wie Online-Täter uns bedrohen (ARD)
- 2012: 8000 Meilen bis Alaska: Mit Klaus Scherer durch Amerikas Norden (ARD)
- 2013: Im Bann der Arktis: Mit Klaus Scherer von Grönland nach Alaska (ARD)[3]
- 2014: Im Visier der Hacker: Wie gefährlich wird das Netz? (ARD)
- 2015: Nagasaki: Warum fiel die zweite Bombe? (ARD)[4][5][6]
- 2015: Alles Lüge oder was? Wenn Nachrichten zur Waffe werden (ARD)
- 2017: Der Bus, der Mob und das Dorf: Letzte Ausfahrt Clausnitz (ARD)
- 2017: Sauerkraut & Sushi: Deutschlandreise mit Japanerin (ARD)
- 2018: Nervenkrieg um Nordkorea: Was treibt Kim Jong Un? (ARD)
- 2019: Thunfisch auf Tour. Tokios Fischmarkt zieht um (ARTE)
- 2020: Die Akte Otto Warmbier. Was geschah wirklich in Nordkorea? (ARD)[7]
- 2021: Hass im Netz (ARD)
- 2022: Wyoming. Im einsamen Herzen Amerikas (NDR)
- 2023: Inside Rheinmetall. Zwischen Krieg und Frieden (ARD)

### Bücher
- »Asozial« im Dritten Reich: Die vergessenen Verfolgten. Votum Verlag, Münster 1990.
- Kamikaze: Todesbefehl für Japans Jugend. Überlebende berichten. Iudicium Verlag, München 2001.
- Auf der Datumsgrenze durch die Südsee. Ein Tagebuch. Egmont Verlagsgesellschaft, National Geographic, Köln 2004.
- Auf dem Polarkreis unterwegs: Vierzig Tage Alaska, Kanada und Grönland. Egmont Verlagsgesellschaft, National Geographic, Köln 2006.
- Von Sibirien nach Japan: Reise durch ein vergessenes Paradies. Rowohlt Verlag, Berlin 2007.
- Wahnsinn Amerika: Innenansichten einer Weltmacht. Piper, München 2012.
- Am Ende der Eiszeit. Die Arktis im Wandel. Piper Verlag, München 2013. 320 S.[8]
- Nagasaki. Der Mythos der entscheidenden Bombe. Hanser Berlin, Berlin 2015. ISBN 978-3-446-24947-9.[9]
- Kugel ins Hirn. Lügen, Hass und Hetze bedrohen die Gesellschaft. Unterwegs mit Strafverfolgern. Droemer, München 2022. 240 S.

## Auszeichnungen
- 1995: Axel-Springer-Preis für junge Journalisten
- 1996: Telestar
- 2001: Adolf-Grimme-Preis
- 2015: Special Jury Remi Award, Houston, USA
- 2015: Green Award, Deauville, Frankreich
- 2015: 1. Preis ART&TUR-Filmfestival, Porto, Portugal
- 2016: Special Jury Remi Award, Houston, USA
- 2016: Programme Certificate, Input-Conference, Calgary, Kanada
- 2016: Finalist Award, New York Festival, USA
- 2016: Finalist Award, Peace On Earth Filmfestival, Chicago, USA
- 2017: Ginkgo Ehren Award, München
- 2017: Hollywood International Independent Documentary Award, Los Angeles, USA
- 2018, 2020: Special Jury Awards, Houston, USA
- 2018: Filmmaker Of The Year Award, Djakarta, Indonesien
- 2020: Best Director Award, London, UK
- 2020: Best Documentary Award, Rom, Italien
- 2020: Humanitarian Award, San Diego, USA